# Cantón Palestina
Palestina es un cantón de la provincia del Guayas, en la República del Ecuador. Su cabecera cantonal es Palestina ubicada a 80 km de Guayaquil. Está ubicada en el centro-norte de la provincia.  Está asentada a 10 m s. n. m., su temperatura promedio es de 25 °C y su precipitación promedio anual es de 1200 mm. 

## Geografía
El territorio que ocupa Palestina se extiende en un área de 200 km². Limita al norte con el cantón Colimes; al sur con el cantón Santa Lucía; al este con la provincia de Los Ríos; y al oeste con el cantón Salitre. Su población es de 18 mil habitantes de los cuales 8 mil viven en la cabecera cantonal.

## Historia
Varios historiadores argumentan que en la época precolombina el actual territorio del cantón, estuvo ocupada por la tribu Chonanas que había formalizado acuerdos de paz con los Huancavilcas. Durante la etapa colonial, se constituyó en una pequeña población conocido como "Embarcadero". Fue el Dr. Vicente Piedrahíta Carbo (1834-1878), al retorno de un viaje a Oriente Próximo, denominó a varias propiedades con nombre de lugares que fueron visitados por él mismo, tales como: Palestina, Yumes, Tebas, Jordán, entre otros. La hacienda pasó con el nombre Palestina a ser propiedad de varios propietarios constituyéndose en un sector cada vez más poblado.
El 23 de marzo de 1957 se aprobó la parroquialización de Palestina, desde aquel entonces sería parroquia del cantón Daule. El 3 de febrero de 1987, al cantonizarse el cantón Santa Lucía, Palestina formó parte de este último.
El 3 de junio de 1986, el licenciado Luis Eduardo Robles Plaza, Ministro de Gobierno, recibió la solicitud de cantonización de Palestina, pero solo después de dos años el Dr. Jorge Zavala Baquerizo enviaría la ley de cantonización al Presidente de la República de aquel entonces, el Ing. León Febres-Cordero Ribadeneyra quién firmó el ejecútese el 20 de julio de 1988. La ley de cantonización fue publicada en el Registro Oficial n.º 100 el 25 de julio de 1988, pero la comunidad de Palestina celebra su cantonización el 20 de julio de cada año.
Inicialmente por decreto N.º 383 del 16 de junio de 1956, el tercer gobierno del Dr. José María Velasco Ibarra la designó como parroquia rural del cantón Daule, jurisdicción a la que perteneció hasta el 3 de febrero de 1987, en que al crearse el cantón Santa Lucía pasó a formar parte de éste. 
Finalmente, el 5 de julio de 1988, el Plenario de las comisiones Legislativas Permanentes expidió el decreto de su cantonización, que luego de ser sancionado por el presidente León de Febres Cordero fue publicado en el Registro Oficial N.º 985 del 25 de julio del mismo año.
El cantón está situado en la orilla izquierda del río Daule, su cabecera cantonal es la población del mismo nombre situada en la intersección de las vías Daule - Vinces - Balzar, sobre el mismo lugar en que quedaba el poblado indígena de Chunanas, cuando los españoles iniciaron la conquista del Reino de Quito.
El cantón Palestina en el año 1957 se erige como parroquia por su constante crecimiento poblacional y su desarrollo sostenido en el 1988, se convierte en nuevo cantón de la provincia del Guayas, cuenta con una población promedio de 10.000 habitantes en el área urbana y unos 13 000 en el área rural.
Se encuentra ubicada en la región centro occidental a unos 75 kilómetros de la capital de la provincia (Guayaquil).

## División territorial
Se encuentra dividida en: Cabecera cantonal, la cual es la sede administrativa del cantón y concentra la población semirrural, la cual es la mayoría del cantón; recintos aledaños como: 

### Macul
Recinto ubicado a 17 kilómetros de la cabecera cantonal en la vía a Vinces y uno de los más poblados del cantón en el que se asientan las familias López, Rosado, Mora, y Los Arreaga Suárez entre otras; limita al oeste con el recinto homónimo (Macul) perteneciente a al cantón Vinces de la Prov. de Los Ríos y del cual se encuentra separado por el río del mismo nombre, el río Macul. Sus principales ingresos provienen del cultivo de arroz por eso se encuentran varias piladoras de arroz, también posee ingresos de la pesca (bocachicos, guanchiches, viejas, tilapias, etc.), cultivo de maíz y otros productos agrícolas. En cuanto a su gastronomía podemos encontrar: Secos (de pollo, gallina, pato, chivo, etc.), humitas, bollos, etc.

## Producción
El terreno del sector es plano, no hay elevaciones de importancia. El río Daule corre al noroeste y sirve de límite con el cantón Colimes. Al este están los ríos Macul y Pula. Entre los esteros, el más importante es el Lagarto.
Por la fertilidad del suelo es factible la producción de arroz, frutas tropicales como mangos, sandías y mandarinas. Existen extensas zonas de maderas finas: guayacán, laurel, teca, etc. Los habitantes se dedican especialmente a la agricultura y ganadería. Hay varias piladoras de arroz, fábricas de quesos y derivados de la leche. Los artesanos elaboran monturas y muebles para el hogar.  El área del cantón Palestina se caracteriza por ser plana en un 80 % con capacidad de regar y mecanizar completamente, es una llanura de inundación por sus características edafológicas es excelente para cultivos de arroz sin descontar la producción en las partes altas de cultivo como mango, maíz, algodón y criaderos de langostas.